# La Bouille
La Bouille är en kommun i departementet Seine-Maritime i regionen Normandie i nordvästra Frankrike. Kommunen ligger i kantonen Elbeuf som tillhör arrondissementet Rouen. År 2022 hade La Bouille 710 invånare.

## Befolkningsutveckling
| Befolkningsutvecklingen i La Bouille 1968–2021 | Befolkningsutvecklingen i La Bouille 1968–2021 | Befolkningsutvecklingen i La Bouille 1968–2021 | Befolkningsutvecklingen i La Bouille 1968–2021 | Befolkningsutvecklingen i La Bouille 1968–2021 |
| ---------------------------------------------- | ---------------------------------------------- | ---------------------------------------------- | ---------------------------------------------- | ---------------------------------------------- |
|                                                |                                                |                                                |                                                |                                                |
| År                                             |                                                |                                                | Folkmängd                                      |                                                |
| 1968                                           | 1968                                           |                                                | 611                                            |                                                |
| 1975                                           | 1975                                           |                                                | 661                                            |                                                |
| 1982                                           | 1982                                           |                                                | 550                                            |                                                |
| 1990                                           | 1990                                           |                                                | 862                                            |                                                |
| 1999                                           | 1999                                           |                                                | 791                                            |                                                |
| 2007                                           | 2007                                           |                                                | 805                                            |                                                |
| 2015                                           | 2015                                           |                                                | 750                                            |                                                |
| 2021                                           | 2021                                           |                                                | 710                                            |                                                |